# Pedralba de la Pradería
Pedralba de la Pradería ist ein nordwestspanischer Bergort im Gebiet der Sierra de la Culebra; gleichzeitig ist es der Hauptort einer aus fünf Dörfern (aldeas) und Weilern (pedanías) bestehenden und über 100 km² großen Gemeinde (municipio) mit 195 Einwohnern (Stand: 2024) in der Provinz Zamora in der Autonomen Gemeinschaft Kastilien-León.

## Lage und Klima
Der Ort Pedralba de la Pradería liegt oberhalb des Río Castro im Nordwesten der Provinz Zamora in einer Höhe von ca. 1025 m nahe der Grenze zu Portugal. Die Provinzhauptstadt Zamora ist ca. 125 km (Fahrtstrecke) in südöstlicher Richtung entfernt; die sehenswerte Kleinstadt Puebla de Sanabria ist nur ca. 7 km entfernt. Die winterlichen Temperaturen können durchaus kühl sein, im Sommer dagegen ist es mild bis warm; Regen (ca. 820 mm/Jahr) fällt mit Ausnahme der Sommermonate übers ganze Jahr verteilt.

## Bevölkerungsentwicklung
| Jahr      | 1857 | 1900 | 1950 | 2000 | 2020 |
| Einwohner | 1104 | 1181 | 1431 | 305  | 222  |

Infolge der zunehmenden Mechanisierung der Landwirtschaft und der daraus resultierenden Arbeitslosigkeit auf dem Land ist die Bevölkerung der eher abgelegenen Gemeinde seit den 1950er Jahren stetig gesunken („Landflucht“). Zur Gemeinde gehören auch die Weiler Calabor, Lobeznos, Rihonor de Castilla und Santa Cruz de Abranes; letztere gehörte bis ins 19. Jahrhundert hinein zu Portugal.

## Wirtschaft
Die Landwirtschaft (vor allem Viehzucht und Gemüseanbau) spielt traditionell die größte Rolle im Wirtschaftsleben der Gemeinde. Einnahmen aus dem Tourismus in Form der Vermietung von Ferienwohnungen (casas rurales) sind in der zweiten Hälfte des 20. Jahrhunderts hinzugekommen.

## Geschichte
Nur wenige Zeugnisse aus prähistorischer Zeit zeugen von der wahrscheinlich nur vorübergehenden Anwesenheit von Menschen (Transhumanz).  Auch die Mauren mieden die abgelegene und eher regenreiche Region. Seit dem Mittelalter gehörte die Gegend zum Königreich León, später dann zu Kastilien-León; wahrscheinlich erst in dieser Zeit begann man mit der Gründung und Besiedlung von Dörfern. Ab dem 14. Jahrhundert gehörte das Gebiet zum Besitz der Grafen bzw. der Herzöge von Benavente, bis es im Jahr 1850 der spanischen Provinz Zamora zugeschlagen wurde.

## Sehenswürdigkeiten
- Die Berggemeinde beeindruckt durch ihre reizvolle Landschaft.
- Vor allem im Ortsteil Rihonor de Castilla stehen noch einige traditionelle, d. h. aus Feldsteinen und Holz gebaute Häuser.